# Simon Attila (labdarúgó, 1988)
Simon Attila (Salgótarján, 1988. szeptember 23. –) magyar labdarúgó, jelenleg a Nyíregyháza Spartacus FC játékosa.

## Pályafutása
Simon Salgótarjánban, a Salgó Öblös FSC-ben kezdett futballozni, ahol édesapja is volt az edzője. Fiatalon került az MTK-hoz, ahol az agárdi Sándor Károly Akadémián tanult. 2006-ban került fel a felnőtt csapathoz, s 18 évesen 2006. október 27-én az FC Fehérvár ellen debütált, mindjárt kezdőként. A szezon hátralévő részében még 1 mérkőzésen szerepelt. A 2007/08-as szezonban további 1 találkozón jutott szóhoz - ennek köszönhetően magyar bajnoknak vallhatja magát -, majd 2008. tavasztól a Haladás csapatához került kölcsönbe, amely 2008 nyarán végleg leigazolta.
2012 januárjában fél évre az NB II-es Soproni VSE-hez került kölcsönbe.
Érdekesség, hogy testvére, Simon András a Liverpool korábbi labdarúgója. Attilát első NB 1-es mérkőzésén pont öccse váltotta.

## Külső hivatkozások
- Hlsz.hu játékosprofil

1. ↑  NB II: a Haladás támadója kölcsönben Sopronban folytatja